# Fußball-Weltmeisterschaft 2010/Gruppe E
| Pl. | Land        | Sp. | S | U | N | Tore    | Diff. | Punkte |
| --- | ----------- | --- | - | - | - | ------- | ----- | ------ |
| 1.  | Niederlande | 3   | 3 | 0 | 0 | 005:100 | +4    | 09     |
| 2.  | Japan       | 3   | 2 | 0 | 1 | 004:200 | +2    | 06     |
| 3.  | Dänemark    | 3   | 1 | 0 | 2 | 003:600 | −3    | 03     |
| 4.  | Kamerun     | 3   | 0 | 0 | 3 | 002:500 | −3    | 0      |

Gruppe E der Fußball-Weltmeisterschaft 2010:

## Niederlande – Dänemark 2:0 (0:0)
| Niederlande                                              | Niederlande | Dänemark | Dänemark | Aufstellung                            |
| -------------------------------------------------------- | --- | --- | -------- | -------------------------------------- |
| Niederlande                                              | \| 1. Spieltag \| \| 14. Juni 2010 um 13:30 Uhr in Johannesburg (Soccer City) \| \| Zuschauer: 83.465 \| \| Schiedsrichter: Stéphane Lannoy ( Frankreich) \| \| Spielbericht \| | \| 1. Spieltag \| \| 14. Juni 2010 um 13:30 Uhr in Johannesburg (Soccer City) \| \| Zuschauer: 83.465 \| \| Schiedsrichter: Stéphane Lannoy ( Frankreich) \| \| Spielbericht \| | Dänemark | Aufstellung Niederlande gegen Dänemark |
| Niederlande                                              | Maarten Stekelenburg – Gregory van der Wiel, John Heitinga, Joris Mathijsen, Giovanni van Bronckhorst – Mark van Bommel, Nigel de Jong (87. Demy de Zeeuw) – Dirk Kuyt, Wesley Sneijder, Rafael van der Vaart (67. Eljero Elia) – Robin van Persie (77. Ibrahim Afellay) Cheftrainer: Bert van Marwijk | Thomas Sørensen – Lars Jacobsen, Simon Kjær, Daniel Agger, Simon Poulsen – Christian Poulsen, Thomas Kahlenberg (73. Christian Eriksen) – Thomas Enevoldsen (56. Jesper Grønkjær), Martin Jørgensen – Dennis Rommedahl – Nicklas Bendtner (62. Mikkel Beckmann) Cheftrainer: Morten Olsen | Dänemark | Aufstellung Niederlande gegen Dänemark |
| Niederlande                                              | 1:0 Agger (46., Eigentor) 2:0 Kuyt (85.) | | Dänemark | Aufstellung Niederlande gegen Dänemark |
| Niederlande                                              | de Jong, van Persie | Kjær | Dänemark | Aufstellung Niederlande gegen Dänemark |
| Niederlande                                              | Spieler des Spiels: Sneijder (Niederlande) | | Dänemark | Aufstellung Niederlande gegen Dänemark |
| 1. Spieltag                                              | | |          |                                        |
| 14. Juni 2010 um 13:30 Uhr in Johannesburg (Soccer City) | | |          |                                        |
| Zuschauer: 83.465                                        | | |          |                                        |
| Schiedsrichter: Stéphane Lannoy ( Frankreich)            | | |          |                                        |
| Spielbericht                                             | | |          |                                        |

Während des ersten WM-Spiels der Niederlande in Südafrika erregte eine vermutliche Ambush-Marketing-Aktion der niederländischen Brauerei Bavaria und die Gegenmaßnahme der FIFA öffentliches Aufsehen: 36 Frauen in orangen Kleidern saßen auf Plätzen nahe dem Spielfeldrand, lärmten und sangen, so dass die Fernsehkameras sie mehrfach ins Bild nahmen. Da FIFA-Mitarbeiter sie beschuldigten, heimlich für eine nicht zu den offiziellen Sponsoren gehörenden Biermarke zu werben, wurden sie in der zweiten Halbzeit von 40 Ordnern umstellt und zum Verlassen des Stadions gezwungen. Nach einer Befragung durch die FIFA seien die Frauen auch von der Polizei verhört worden: “The police came and kept on asking us the same questions over and over, asking if we worked for Bavaria. They said we were ambush-marketing and it was against the law in South Africa. They said we would be arrested and would stay in jail for six months. Girls were crying. It was bad.” Die FIFA bestritt Festnahmen, erklärte jedoch alle rechtlichen Möglichkeiten gegen die Bavaria-Brauerei ausschöpfen zu wollen, die bereits 2006 mit einem Ambush-Marketing-Versuch beim Spiel Niederlande–Elfenbeinküste aufgefallen war.
Nach FIFA-Ermittlungen über die Herkunft der Eintrittskarten der beschuldigten Frauen entließ der Fernsehsender ITV seinen Fußball-Experten Robbie Earle, da er für Familie und Freunde bestimmte Karten regelwidrig an Dritte weitergegeben haben soll. Die Bavaria-Brauerei hatte sich bereits 2006 dagegen ausgesprochen, dass die FIFA Fußballfans zum Ablegen von Kleidungsstücken zwang, auf denen sich unlizenzierte Firmenlogos befanden. Die am 14. Juni aus Soccer City entfernten Frauen, die nach Angaben von Bavaria in keiner Verbindung zur Brauerei stünden, hätten lediglich als Werbemittel mit Bavaria-Produkten verkaufte orange Kleider getragen, die keine Brauerei-Logos trugen. Brauerei-Sprecher Peer Swinkels sagte, Niederländer trügen bei Feiertagen oder Großveranstaltungen einfach gerne Orange: “In my opinion, people should have the right to wear whatever they want. […] And Fifa don’t have a monopoly over orange.”

## Japan – Kamerun 1:0 (1:0)
| Japan                                                           | Japan | Kamerun | Kamerun | Aufstellung                     |
| --------------------------------------------------------------- | --- | --- | ------- | ------------------------------- |
| Japan                                                           | \| 1. Spieltag \| \| 14. Juni 2010 um 16:00 Uhr in Bloemfontein (Free-State-Stadion) \| \| Zuschauer: 30.620 \| \| Schiedsrichter: Olegário Benquerença ( Portugal) \| \| Spielbericht \|                                                                         | \| 1. Spieltag \| \| 14. Juni 2010 um 16:00 Uhr in Bloemfontein (Free-State-Stadion) \| \| Zuschauer: 30.620 \| \| Schiedsrichter: Olegário Benquerença ( Portugal) \| \| Spielbericht \| | Kamerun | Aufstellung Japan gegen Kamerun |
| Japan                                                           | Eiji Kawashima – Yūji Nakazawa, Yūichi Komano, Marcus Tulio Tanaka, Yūto Nagatomo – Yūki Abe – Yasuhito Endō, Makoto Hasebe (88. Junichi Inamoto), Keisuke Honda, Daisuke Matsui (69. Shinji Okazaki) – Yoshito Ōkubo (82. Kishō Yano) Cheftrainer: Takeshi Okada | Souleymanou Hamidou – Nicolas N’Koulou, Sébastien Bassong – Benoît Assou-Ekotto, Stéphane Mbia – Eyong Enoh, Jean Makoun (75. Geremi Njitap), Joel Matip (63. Achille Emana) – Samuel Eto’o , Eric Maxim Choupo-Moting (75. Mohamadou Idrissou) – Pierre Webó Cheftrainer: Paul Le Guen ( Frankreich) | Kamerun | Aufstellung Japan gegen Kamerun |
| Japan                                                           | 1:0 Honda (38.) | | Kamerun | Aufstellung Japan gegen Kamerun |
| Japan                                                           | Abe | N’Koulou | Kamerun | Aufstellung Japan gegen Kamerun |
| Japan                                                           | Spieler des Spiels: Honda (Japan) | | Kamerun | Aufstellung Japan gegen Kamerun |
| 1. Spieltag                                                     | | |         |                                 |
| 14. Juni 2010 um 16:00 Uhr in Bloemfontein (Free-State-Stadion) | | |         |                                 |
| Zuschauer: 30.620                                               | | |         |                                 |
| Schiedsrichter: Olegário Benquerença ( Portugal)                | | |         |                                 |
| Spielbericht                                                    | | |         |                                 |

## Niederlande – Japan 1:0 (0:0)
| Niederlande                                                  | Niederlande | Japan | Japan | Aufstellung                         |
| ------------------------------------------------------------ | --- | --- | ----- | ----------------------------------- |
| Niederlande                                                  | \| 2. Spieltag \| \| 19. Juni 2010 um 13:30 Uhr in Durban (Moses-Mabhida-Stadion) \| \| Zuschauer: 62.010 \| \| Schiedsrichter: Héctor Baldassi ( Argentinien) \| \| Spielbericht \| | \| 2. Spieltag \| \| 19. Juni 2010 um 13:30 Uhr in Durban (Moses-Mabhida-Stadion) \| \| Zuschauer: 62.010 \| \| Schiedsrichter: Héctor Baldassi ( Argentinien) \| \| Spielbericht \|                                                                                   | Japan | Aufstellung Niederlande gegen Japan |
| Niederlande                                                  | Maarten Stekelenburg – Gregory van der Wiel, John Heitinga, Joris Mathijsen, Giovanni van Bronckhorst – Mark van Bommel, Nigel de Jong – Dirk Kuyt, Wesley Sneijder (83. Ibrahim Afellay), Rafael van der Vaart (72. Eljero Elia) – Robin van Persie (87. Klaas-Jan Huntelaar) Cheftrainer: Bert van Marwijk | Eiji Kawashima – Yūichi Komano, Yūji Nakazawa, Marcus Tulio Tanaka, Yūto Nagatomo – Yūki Abe – Makoto Hasebe (77. Shinji Okazaki), Yasuhito Endō – Daisuke Matsui (64. Shunsuke Nakamura), Yoshito Ōkubo (77. Keiji Tamada) – Keisuke Honda Cheftrainer: Takeshi Okada | Japan | Aufstellung Niederlande gegen Japan |
| Niederlande                                                  | 1:0 Sneijder (53.) | | Japan | Aufstellung Niederlande gegen Japan |
| Niederlande                                                  | van der Wiel | | Japan | Aufstellung Niederlande gegen Japan |
| Niederlande                                                  | Spieler des Spiels: Sneijder (Niederlande) | | Japan | Aufstellung Niederlande gegen Japan |
| 2. Spieltag                                                  | | |       |                                     |
| 19. Juni 2010 um 13:30 Uhr in Durban (Moses-Mabhida-Stadion) | | |       |                                     |
| Zuschauer: 62.010                                            | | |       |                                     |
| Schiedsrichter: Héctor Baldassi ( Argentinien)               | | |       |                                     |
| Spielbericht                                                 | | |       |                                     |

## Kamerun – Dänemark 1:2 (1:1)
| Kamerun                                                          | Kamerun | Dänemark | Dänemark | Aufstellung                        |
| ---------------------------------------------------------------- | --- | --- | -------- | ---------------------------------- |
| Kamerun                                                          | \| 2. Spieltag \| \| 19. Juni 2010 um 20:30 Uhr in Pretoria (Loftus-Versfeld-Stadion) \| \| Zuschauer: 38.074 \| \| Schiedsrichter: Jorge Larrionda ( Uruguay) \| \| Spielbericht \| | \| 2. Spieltag \| \| 19. Juni 2010 um 20:30 Uhr in Pretoria (Loftus-Versfeld-Stadion) \| \| Zuschauer: 38.074 \| \| Schiedsrichter: Jorge Larrionda ( Uruguay) \| \| Spielbericht \|                                                                                               | Dänemark | Aufstellung Kamerun gegen Dänemark |
| Kamerun                                                          | Souleymanou Hamidou – Stéphane Mbia, Nicolas N’Koulou, Sébastien Bassong (73. Mohamadou Idrissou), Benoît Assou-Ekotto – Alexandre Song – Geremi Njitap, Eyong Enoh (46. Jean Makoun) – Achille Emana – Samuel Eto’o , Pierre Webó (79. Vincent Aboubakar) Cheftrainer: Paul Le Guen ( Frankreich) | Thomas Sørensen – Lars Jacobsen, Simon Kjær, Daniel Agger, Simon Poulsen – Christian Poulsen, Martin Jørgensen (46. Daniel Jensen) – Dennis Rommedahl, Jon Dahl Tomasson (86. Jakob Poulsen), Jesper Grønkjær (67. Thomas Kahlenberg) – Nicklas Bendtner Cheftrainer: Morten Olsen | Dänemark | Aufstellung Kamerun gegen Dänemark |
| Kamerun                                                          | 1:0 Eto’o (10.) | 1:1 Bendtner (33.) 1:2 Rommedahl (61.) | Dänemark | Aufstellung Kamerun gegen Dänemark |
| Kamerun                                                          | Bassong, Mbia | Sørensen, Kjær | Dänemark | Aufstellung Kamerun gegen Dänemark |
| Kamerun                                                          | Spieler des Spiels: Agger (Dänemark) | | Dänemark | Aufstellung Kamerun gegen Dänemark |
| 2. Spieltag                                                      | | |          |                                    |
| 19. Juni 2010 um 20:30 Uhr in Pretoria (Loftus-Versfeld-Stadion) | | |          |                                    |
| Zuschauer: 38.074                                                | | |          |                                    |
| Schiedsrichter: Jorge Larrionda ( Uruguay)                       | | |          |                                    |
| Spielbericht                                                     | | |          |                                    |

## Dänemark – Japan 1:3 (0:2)
| Dänemark                                                          | Dänemark | Japan | Japan | Aufstellung                      |
| ----------------------------------------------------------------- | --- | --- | ----- | -------------------------------- |
| Dänemark                                                          | \| 3. Spieltag \| \| 24. Juni 2010 um 20:30 Uhr in Rustenburg (Royal-Bafokeng-Stadion) \| \| Zuschauer: 27.967 \| \| Schiedsrichter: Jerome Damon ( Südafrika) \| \| Spielbericht \|                                                                                                  | \| 3. Spieltag \| \| 24. Juni 2010 um 20:30 Uhr in Rustenburg (Royal-Bafokeng-Stadion) \| \| Zuschauer: 27.967 \| \| Schiedsrichter: Jerome Damon ( Südafrika) \| \| Spielbericht \|                                                                                       | Japan | Aufstellung Dänemark gegen Japan |
| Dänemark                                                          | Thomas Sørensen – Lars Jacobsen, Per Krøldrup (56. Søren Larsen), Daniel Agger, Simon Poulsen – Christian Poulsen, Martin Jørgensen (34. Jakob Poulsen), Thomas Kahlenberg (63. Christian Eriksen) – Dennis Rommedahl, Jon Dahl Tomasson – Nicklas Bendtner Cheftrainer: Morten Olsen | Eiji Kawashima – Yūichi Komano, Yūji Nakazawa, Marcus Tulio Tanaka, Yūto Nagatomo – Yūki Abe – Makoto Hasebe , Yasuhito Endō (90.+1' Junichi Inamoto) – Daisuke Matsui (74. Shinji Okazaki), Yoshito Ōkubo (88. Yasuyuki Konno) – Keisuke Honda Cheftrainer: Takeshi Okada | Japan | Aufstellung Dänemark gegen Japan |
| Dänemark                                                          | 1:2 Tomasson (81., Foulelfmeter Nachschuss) | 0:1 Honda (17.) 0:2 Endō (30.) 1:3 Okazaki (87.) | Japan | Aufstellung Dänemark gegen Japan |
| Dänemark                                                          | Krøldrup, C. Poulsen, Bendtner | Endō, Nagatomo | Japan | Aufstellung Dänemark gegen Japan |
| Dänemark                                                          | Kawashima hält Foulelfmeter von Tomasson (81.) | | Japan | Aufstellung Dänemark gegen Japan |
| Dänemark                                                          | Spieler des Spiels: Honda (Japan) | | Japan | Aufstellung Dänemark gegen Japan |
| 3. Spieltag                                                       | | |       |                                  |
| 24. Juni 2010 um 20:30 Uhr in Rustenburg (Royal-Bafokeng-Stadion) | | |       |                                  |
| Zuschauer: 27.967                                                 | | |       |                                  |
| Schiedsrichter: Jerome Damon ( Südafrika)                         | | |       |                                  |
| Spielbericht                                                      | | |       |                                  |

## Kamerun – Niederlande 1:2 (0:1)
| Kamerun                                                   | Kamerun | Niederlande | Niederlande | Aufstellung                           |
| --------------------------------------------------------- | --- | --- | ----------- | ------------------------------------- |
| Kamerun                                                   | \| 3. Spieltag \| \| 24. Juni 2010 um 20:30 Uhr in Kapstadt (Kapstadt-Stadion) \| \| Zuschauer: 63.093 \| \| Schiedsrichter: Pablo Pozo ( Chile) \| \| Spielbericht \| | \| 3. Spieltag \| \| 24. Juni 2010 um 20:30 Uhr in Kapstadt (Kapstadt-Stadion) \| \| Zuschauer: 63.093 \| \| Schiedsrichter: Pablo Pozo ( Chile) \| \| Spielbericht \| | Niederlande | Aufstellung Kamerun gegen Niederlande |
| Kamerun                                                   | Souleymanou Hamidou – Stéphane Mbia, Nicolas N’Koulou (72. Rigobert Song), Geremi Njitap, Benoît Assou-Ekotto – Aurélien Chedjou, Landry N'Guemo, Gaëtan Bong (56. Vincent Aboubakar), Jean Makoun – Eric Maxim Choupo-Moting (72. Mohamadou Idrissou), Samuel Eto’o Cheftrainer: Paul Le Guen ( Frankreich) | Maarten Stekelenburg – Khalid Boulahrouz, John Heitinga, Joris Mathijsen, Giovanni van Bronckhorst – Mark van Bommel, Nigel de Jong – Dirk Kuyt (66. Eljero Elia), Wesley Sneijder, Rafael van der Vaart (73. Arjen Robben) – Robin van Persie (59. Klaas-Jan Huntelaar) Cheftrainer: Bert van Marwijk | Niederlande | Aufstellung Kamerun gegen Niederlande |
| Kamerun                                                   | 1:1 Eto'o (65., Handelfmeter) | 0:1 van Persie (36.) 1:2 Huntelaar (83.) | Niederlande | Aufstellung Kamerun gegen Niederlande |
| Kamerun                                                   | N'Koulou, Mbia | Kuyt, van der Vaart, van Bronckhorst | Niederlande | Aufstellung Kamerun gegen Niederlande |
| Kamerun                                                   | Spieler des Spiels: van Persie (Niederlande) | | Niederlande | Aufstellung Kamerun gegen Niederlande |
| 3. Spieltag                                               | | |             |                                       |
| 24. Juni 2010 um 20:30 Uhr in Kapstadt (Kapstadt-Stadion) | | |             |                                       |
| Zuschauer: 63.093                                         | | |             |                                       |
| Schiedsrichter: Pablo Pozo ( Chile)                       | | |             |                                       |
| Spielbericht                                              | | |             |                                       |